# Tilbert Dídac Stegmann
Tilbert Dídac Stegmann (Barcelona, 1 de setembre de 1941) és catedràtic de filologia romànica, professor de literatura i catalanòfil alemany.

## Biografia
Fill del director del Col·legi Alemany de Barcelona, hi visqué fins al 1951. «La seva infantesa va transcórrer a Barcelona on parlava alemany i castellà, amb un absolut desconeixement que existís un idioma català al seu lloc de naixement. Començà a aprendre anglès als set anys i francès als deu, edat que tenia quan anà amb els seus pares a viure a Alemanya. […] Va retornar a Barcelona on s'estigué del 1969 al 1970 per fer investigacions en el fons cervantí de la Biblioteca de Catalunya. I va ser aleshores quan es va conscienciar de l'existència de la llengua pròpia del país i del fet català», segons l'Institut de Projecció Exterior de la Cultura Catalana (IPECC).
Organitzà les Setmanes Catalanes a Berlín el 1978 i a Karlsruhe el 1983, per tal de donar a conèixer la cultura catalana a Alemanya. És catedràtic a la Universitat Frankfurt del Main, des d'on, juntament amb el catedràtic Horst G. Klein, ha impulsat el projecte EuroCom d'intercomprensió entre els idiomes d'Europa especialment pel que fa a la família de llengües romàniques, però també a les llengües germàniques. És fundador de la Biblioteca Catalana de la Goethe-Universität Frankfurt am Main el 1981, la qual el 2020 té més de 37.000 volums en llengua catalana o de temàtica catalana.
L'any 1983 fundà la Deutsch-Katalanische Gesellschaft (Associació Germano-Catalana), de la qual va ser president des del 1983 al 1995 i president d'honor a partir del 1997, ara anomenada en alemany Deutscher Katalanistenverband, mantenint el nom català. Creà també la Zeitschrift für Katalanistik / Revista d'estudis catalans el 1988 que ja ha publicat 32 volums fins al 2019 i l'Oficina Catalana (Katalanisches Kulturbüro Frankfurt), activa des del 1988 al 1995. També és important fer menció a la rellevància que va tenir a la Fira del Llibre de Frankfurt (2007), fent possible que el català tingués espai en un lloc tan important.
Ha rebut les següents condecoracions: el Premi Isidre Bonsoms el 1972, la Creu de Sant Jordi el 1985, el Guardó Ciemen el 1990, el Premi Memorial Cendrós el 1991, el Premi Batista i Roca el 2005, el Premi Internacional Ramon Llull el 2006, el Premi Pompeu Fabra per la projecció i la difusió de la llengua catalana el 2008, el Premi Crítica «Serra d'Or» de Catalanística 2017 per El plaer de llegir literatura catalana i el Premio Ostana 2019 en la categoria Premio Speciale.

## Obres
- Servir Catalunya des d'Alemanya.  Pagès Editor, 2018, p. 264. ISBN 978-84-1303-022-7.
- El plaer de llegir literatura catalana.  Pagès editors, 2016, p. 287. ISBN 978-84-9975-748-3. Premi Crítica Serra d'Or 2017.
- Ambaixador de Catalunya a Alemanya. 3a edició, 2019.  Pagès Editors, 2014, p. 201. ISBN 978-84-9975-497-0.
- Katalonien. Der diskrete Charme der kleinen Staaten.  LIT Verlag, 2014, p. 90 (Catalanica volum 1). ISBN 978-3-643-12629-0.
- —; Moranta, S. Katalanisch express: sofort Katalanisch lesen durch Ihre Brückensprache [Saber llegir immediatament el català a través de la vostra llengua pont], 2007. ISBN 978-3-8322-6266-2..
- —; Eßer, Torsten. Kataloniens Rückkehr nach Europa: Geschichte, Politik, Kultur und Wirtschaft, 2007, p. 385. ISBN 978-3-8258-0283-7..
- —; Batlle, Ll. C.; Haensch, G.; Kockers, E. Diccionari alemany-català. 3a edició, 2006, p. 834 p..
- —; Batlle, Ll. C.; Haensch, G.; Woith, G. Diccionari català-alemany. 2a edició, 2005, p. 1072.
- —; Clua, E.; Estelrich, P.; Klein, H. G.. EuroComRom - Els set sedassos: aprendre a llegir les llengües romàniques simultàniament, 2003. ISBN 978-3-8322-0683-3.
- —; Stegmann, Inge. Guia dels Països Catalans.  Curial, 1998, p. 634. ISBN 84-7256-865-2.
- Catalunya vista per un alemany. 13a edició.  La Campana, 1996. ISBN 84-86491-12-6.
- —; Stegmann, Inge. Katalonien und die Katalanischen Länder.  Kohlhammer, 1992. ISBN 978-3170075214.
- Vocabulari català-alemany de l'any 1502 / Katalanisch-Deutsches Vokabular aus dem Jahre 1502, 1991. facsímil, nova edició de l'obra de Pere Barnils.
- —; Tàpies, Antoni (il·lustracions). Ein Spiel von Spiegeln, antologia bilingüe de la poesia catalana delsegle xx, 1987.
- Decàleg del catalanoparlant, 1982.
- Diguem no - Sagen wir nein! Lieder aus Katalonien (en alemany, català), 1979., antologia bilingüe de la Nova Cançó